# Щербинаїт
Щербинаїт — мінерал, п'ятиоксид ванадію.
Названий за прізвищем радянського геохіміка В. В. Щербини (Л. Ф. Борисенко та інш., 1970). Синонім — ванадієва вохра.

## Опис
Хімічна формула: V2O5.
Склад у % (з андезитів вулкана «Безіменний», Камчатка): V2O5 — 35; втрати при прожарюванні (H2O, CO2, Cl2, F2) — 12,5; нерозчинний залишок (SiO2, Fe2O3, CaO) — 49,0.
Домішки: Na2O (3,9).
Сингонія ромбічна. Форми виділення: дрібні голочки, землисті маси, волокнисті аґреґати. Густина 3,2. Колір жовтувато-зелений (штучний аналог — оксамитово-чорний). Блиск скляний.

## Поширення
Виявлений на Камчатці на стінках тріщин в андезитах на вулкані «Безіменний», а також у відкладах фумарол вулкана Ізалко (Ель-Сальвадор, Бразилія), Кліфф-Майн (штат Мічиган, США).